# Otevřená éra světového tenisu
Otevřená éra světového tenisu je vymezena obdobím od května 1968 až do současnosti, charakteristická zpřístupněním amatérských a profesionálních turnajů všem tenistům. 
Před tímto rokem panovala ve světovém tenisu poněkud paradoxní situace, kdy se profesionální tenisté nesměli účastnit světových turnajů přístupných amatérům. V té době se nemohli zúčastňovat ani grandslamů. Amatéři zase nemohli hrát na profesionálních turnajích. Na nejvyšší úrovni existovaly vedle sebe dvě nepoměřované skupiny tenistů. 
Po otevření amatérských turnajů i profesionálům se špičkový tenis velice rychle v plné šíři profesionalizoval. První otevřený turnaj v historii se hrál od 22. dubna 1968 v anglickém Bournemouthu na antuce. Jeho vítězem se stal Australan Ken Rosewall, když ve finále porazil krajana Roda Lavera. Následovaly první otevřené grandslamy French Open, Wimbledon a US Open. Poslední z turnajů velké čtyřky Australian Open se profesionálům otevřel až v sezóně 1969.
V open éře, na rozdíl od minulosti, jsou charakteristické peněžité odměny všem hráčům podle dosažených výsledků. Závodní tenis tak na světové úrovni získal status povolání a stal se zdrojem výdělků především u profesionálních tenistů. Historické tabulky jsou často počítány pouze v rámci otevřené éry a turnajovým titulům z dřívější doby je přisuzována nižší hodnota, než titulům z otevřené éry, pro nižší konkurenci tenistů.